# Иодичи
Иодичи (бел. Ёдзічы; транслит.: Jodzičy) — деревня в Берестовицком районе Гродненской области Белоруссии. В настоящее время находится в Малоберестовицком сельсовете.

## История
Согласно легенде название деревни происходит от имени польского пана Иодич.

## География
Около деревни протекает река Берестовичанка.
В деревне за лесом расположена усадьба «Тихие пруды». Расстояние до Большой Берестовицы 4 км.

## Население
Население на 2022 год составляет приблизительно 30 человек.

## Памятные места
- Памятник в виде камня на могиле 40 солдат воздвигнут в память о подвиге 21 партизан, погибших на этом месте в бою с немецко-фашистскими захватчиками 9 апреля 1944 года.